# Oháňkovník
Oháňkovník (Cercocarpus) je rod rostlin patřící do čeledi růžovité (Rosaceae). Zahrnuje 12 druhů, které se vyskytují v západní polovině Severní Ameriky a v Mexiku. Jsou to převážně opadavé keře nebo malé stromy, dosahující vzrůstu 3–6 metrů. Jako ostatní zástupci podčeledi Dryadoideae fixují na svých kořenech vzdušný dusík díky symbióze s bakteriemi.
Oháňkovníky rostou v suchých křovinatých porostech, chaparralech a polopouštích, často také v subalpinských polohách vysokých hor. 

## Použití
Některé druhy oháňkovníku lze použít jako okrasné rostliny, jejich okrasná hodnota je však malá a žádný z druhů není ve střední Evropě plně otužilý. Některé druhy jsou uváděny ze sbírek Pražské botanické zahrady v Tróji.